# Estádio Campo do América
O Campo do América é um estádio de futebol localizado na cidade de Nepomuceno, no estado de Minas Gerais e tem capacidade para 5.500 pessoas. Construido em 1932 ..